# Историческа археология
Историческата археология е дял на археологията, международна дисциплина, занимаваща се с изучаване на миналото физически доказателства във връзка с други видове исторически източници, като – документи, карти, илюстрации, снимки и разкази на хора. Тя се фокусира върху обектите, използвани от хората в миналото и местата, където са живели и работили.
Физическите доказателства, изследвани от археолозите, включват:
- сгради (разрушени и стоящи);
- конструкции, като кладенци, шахти и мостове;
- предмети за битова употреба, като бутилки, лични вещи и играчки;
- машини и инструменти;
- прашец като доказателство за минали среди;
- паразити като доказателство за човешката диета и болести.